# Drusus bayburtii
Drusus bayburtii är en nattsländeart som beskrevs av Cakin 1983. Drusus bayburtii ingår i släktet Drusus och familjen husmasknattsländor. Inga underarter finns listade i Catalogue of Life.